# Bolitoglossa cuna
Bolitoglossa cuna é uma espécie de anfíbio caudado pertencente à família Plethodontidae, sub-família Plethodontinae.